# Different World (singel Alana Walkera)
Different World – singel norweskiego producenta muzycznego Alana Walkera, K-391, Sofii Carson i Corsaka, wydany 30 listopada 2018 roku.

## Lista utworów
- Digital download (30 listopada 2018)[2]

1. „Different World” – 3:22

## Teledysk
Teledysk tekstowy do utworu wyreżyserowany i zredagowany przez Alexandra Zarate’a Freza został opublikowany 30 listopada 2018 roku. Grafikę wykonał Simon Compagnet.

## Pozycje na listach
| Państwo    | Lista (2018)    | Najwyższa pozycja |
| ---------- | --------------- | ----------------- |
| Finlandia  | Top 20 Singles  | 14                |
| Norwegia   | Top 20 Singles  | 31                |
| Szwajcaria | Singles Top 100 | 73                |